# Volby do Sněmovny národů Federálního shromáždění 1981
Volby do Sněmovny národů Federálního shromáždění 1981 se konaly v Československu 5. a 6. června 1981. 

## Popis voleb a dobových souvislostí
Šlo o součást voleb do zastupitelských orgánů ČSSR, v nichž se volili poslanci na místní, okresní, krajské, republikové (ČNR, SNR) i federální úrovni. Šlo o třetí volby do Sněmovny národů Federálního shromáždění pro provedení federalizace Československa a třetí volby konané v Československu po invazi vojsk Varšavské smlouvy roku 1968 a nástupu normalizace.
Volby skončily jednoznačným vítězstvím jednotné kandidátní listiny Národní fronty, která získala do Sněmovny národů 99,96 % hlasů.

## Volební obvody
- Federální shromáždění - celkem 350 členů (poslanců), z toho:
  - Sněmovna národů - 150 volebních obvodů, 1 obvod = 1 poslanec (75 ČSR a 75 SSR)

## Volební výsledky
| Subjekt                        | Počet hlasů celkem | Volební účast v % | Hlasů pro Národní frontu | Platné v % | Počet mandátů |
| ------------------------------ | ------------------ | ----------------- | ------------------------ | ---------- | ------------- |
| Národní fronta Čechů a Slováků | 10 736 312         | 99,51 %           | 10 725 895               | 99,96      | 150           |

Ve volbách mohlo volit celkem 10 789 574 oprávněných voličů. Z nich se voleb zúčastnilo 10 736 312 voličů a pro kandidátku Národní fronty hlasovalo 10 725 895 voličů (z toho 7 360 087 v České socialistické republice - 99,95 %, a 3 365 808 v Slovenské socialistické republice - 99,97 % hlasů).

## Zvolení poslanci
Ze 150 členů (poslanců) bylo ve Sněmovně národů:
- podle pohlaví:
  - 43 žen
  - 107 mužů
- podle věku:
  - 27 do 35 let
  - 123 na 35 let
- podle profese:
  - 71 původní profesí dělníci
  - 45 současnou profesí dělníci
  - 19 pracovníci JZD
  - 15 technicko-hospodářští, státní, straničtí a vedoucí pracovníci